# Thiviers
Thiviers – miejscowość i gmina we Francji, w regionie Nowa Akwitania, w departamencie Dordogne.
Według danych na rok 1990 gminę zamieszkiwało 3590 osób, a gęstość zaludnienia wynosiła 129 osób/km² (wśród 2290 gmin Akwitanii Thiviers plasuje się na 120. miejscu pod względem liczby ludności, natomiast pod względem powierzchni na miejscu 316.).